# Copa Mercosur
De Copa Mercosur (Portugees: Copa Mercosul) was een voetbalcompetitie die van 1998 tot en met 2001 werd gespeeld als opvolger van de Supercopa Sudamericana. De clubs die deelnamen aan het toernooi waren afkomstig uit het zuiden van Zuid-Amerika (Argentinië, Brazilië, Chili, Paraguay en Uruguay). De Copa Mercosur werd in 2002 samengevoegd met de Copa Merconorte tot de Copa Sudamericana.

## Opzet competitie
Twintig clubs namen per editie deel aan de Copa Mercosur. De clubs werden verdeeld over vijf groepen van vier. Iedere club speelde een thuis- en uitwedstrijd tegen de drie andere clubs. Na zes wedstrijden gingen de groepswinnaars en de drie beste nummers twee door naar de kwartfinales. Ook de knock-outfase werd met een thuis- en uitwedstrijd gespeeld.

## Finales
In de eerste drie edities werd de finale beslecht op basis van wedstrijdpunten. Indien beide ploegen één wedstrijd wonnen (of beide duels eindigden in een gelijkspel), dan werd er een beslissingswedstrijd gespeeld (in het stadion waar de tweede finalewedstrijd was gespeeld). Tijdens de laatste editie werd de winnaar bepaald op basis van het totaal aantal doelpunten over beide duels.
| Jaar | Winnaar                   | Uitslagen                     | Finalist        |
| ---- | ------------------------- | ----------------------------- | --------------- |
| 1998 | SE Palmeiras              | 1-2, 3-1, 1-0 (6-3 op punten) | Cruzeiro EC (t) |
| 1999 | CR Flamengo (t)           | 4-3, 3-3 (4-1 op punten)      | SE Palmeiras    |
| 2000 | CR Vasco da Gama (t)      | 2-0, 0-1, 4-3 (6-3 op punten) | SE Palmeiras    |
| 2001 | CA San Lorenzo de Almagro | 0-0, 1-1 (4-3 n.s.)           | CR Flamengo (t) |

- Het team dat de eerste wedstrijd thuis speelde, is met (t) aangegeven.

## Deelnemers
- Boca Juniors
- Independiente (Avellaneda)
- Racing (Avellaneda)
- River Plate
- San Lorenzo
- Vélez Sarsfield

Aan elke editie deden twintig ploegen mee; Brazilië had zeven deelnemers, Argentinië had er zes, Chili had er drie en Paraguay en Uruguay hadden allebei twee deelnemers. Er was geen kwalificatie voor de Copa Mercosur: de deelnemers werden uitgenodigd door de Zuid-Amerikaanse voetbalbond (CONMEBOL). Een invitatie gold in eerste instantie voor tien jaar, maar een niet-deelnemer die nationaal of internationaal goed presteerde kon worden uitgenodigd ten koste van een minder presterende deelnemer. Uiteindelijk zouden er 23 verschillende clubs deelnemen aan de Copa Mercosur.

### Finalisten
| Club                      | Winnaar | Finalist | Winnaar in: |
| ------------------------- | ------- | -------- | ----------- |
| SE Palmeiras              | 1       | 2        | 1998        |
| CR Flamengo               | 1       | 1        | 1999        |
| CA San Lorenzo de Almagro | 1       | 0        | 2001        |
| CR Vasco da Gama          | 1       | 0        | 2000        |
| Cruzeiro EC               | 0       | 1        |             |

### Overige deelnemers
| Club                           | Beste prestatie |
| ------------------------------ | --------------- |
| Clube Atlético Mineiro (2000)  | Halve finale    |
| SC Corinthians Paulista        | Halve finale    |
| Grêmio FBPA (1998, 1999, 2001) | Halve finale    |
| Club Olimpia                   | Halve finale    |
| CA Peñarol                     | Halve finale    |
| CA River Plate                 | Halve finale    |
| CA Boca Juniors                | Kwartfinale (2) |
| CA Independiente               | Kwartfinale (2) |
| Club Cerro Porteño             | Kwartfinale     |
| Racing Club (1998, 1999)       | Kwartfinale     |
| CA Rosario Central (2000)      | Kwartfinale     |
| CA Talleres (2001)             | Kwartfinale     |
| CD Universidad Católica        | Kwartfinale     |
| CA Vélez Sarsfield             | Kwartfinale     |
| CSD Colo-Colo                  | Groepsfase (4)  |
| Club Nacional de Football      | Groepsfase (4)  |
| São Paulo FC                   | Groepsfase (4)  |
| Club Universidad de Chile      | Groepsfase (4)  |

- Bij ploegen die niet alle (vier) edities deelnamen, zijn de jaren waarin ze wel deelnamen tussen haakjes aangegeven.

## Copa Pan-Americana
De Copa Mercosur en Copa Merconorte zouden vanaf 2002 worden vervangen door de Copa Pan-Americana, waaraan ook ploegen uit Noord-Amerika mee zouden doen. De Copa Pan-Americana 2002 werd echter uitgesteld en vervangen door de Copa Sudamericana 2002. In 2003 werd de Copa Pan-Americana definitief geschrapt. De Copa Sudamericana werd vervolgens een jaarlijks toernooi.